# Stadion Piasta Nowa Ruda
Stadion Piasta Nowa Ruda – stadion piłkarski w Nowej Rudzie, w Polsce. Obiekt istniał jeszcze przed II wojną światową. Może pomieścić 3500 widzów. Swoje spotkania rozgrywają na nim piłkarze klubu Piast Nowa Ruda (w przeszłości stadion gościł występy tego zespołu w II lidze).